# Gorilla (Bonzo Dog Band album)
Gorilla är debutalbumet til den brittiska parodigruppen Bonzo Dog Doo-Dah Band (senare Bonzo Dog Band). Albumet släpptes oktober 1967 av skivbolaget Liberty Records. Gorilla återutgavs med sju bonusspår av EMI 2007.
Bonzo Dog Doo-Dah Band parodierar ulika musikstilar på albumet. Det finns parodi på 1920-tals musik ("Jollity Farm", "I'm Bored"), Beatlesmusik ("The Equestrian Statue"), lounge music ("San Francisco"), calypso ("Look Out There's a Monster Coming"), Elvis Presley ("Death Cab for Cutie"), Disney ("Mickey's Son and Daughter"), film noir ("Big Shot") och bubble gum ("Piggy Bank Love").

## Låtlista
Sida 1
1. "Cool Britannia" (Trad. / Innes / Stanshall) – 1:00
2. "The Equestrian Statue" (Innes) – 2:49
3. "Jollity Farm" (Leslie Sarony) – 2:29
4. "I Left My Heart in San Francisco" (Douglass Cross) – 1:04
5. "Look Out, There's a Monster Coming" (Stanshall) – 2:55
6. "Jazz (Delicious Hot, Disgusting Cold)" (Innes / Stanshall / Spear / Smith / Ash / Slater / Nowell) – 3:11
7. "Death Cab for Cutie" (Innes / Stanshall) – 2:56
8. "Narcissus" (Ethelbert Nevin) – 0:27

Sida 2
1. "The Intro and the Outro" (Stanshall) – 3:04[4]
2. "Mickey's Son and Daughter" (Eddie Lisbona / Tommy Connor) – 2:43
3. "Big Shot" (Stanshall) – 3:31
4. "Music for the Head Ballet" (Innes) – 1:45
5. "Piggy Bank Love" (Innes) – 3:04
6. "I'm Bored" (Stanshall) – 3:06
7. "The Sound of Music" (Rodgers & Hammerstein) – 1:21

Bonusspår på 2007-utgåvan
1. "My Brother Makes The Noises For The Talkies" (Charles Amberg, Fred Raymond, Ludwig Bernauer)
2. "I'm Gonna Bring A Watermelon To My Girl Tonight" (Fred Rose, Leon Conrad)
3. "Ali Baba's Camel (Early Version)" (Noel Gay)
4. "On Her Doorstep Last Night" (Harry Tilsley, Robert Hargreaves, Stanley Damerell, Tolvhard Evans)
5. "Alley Oop" (Dallas Frazier)
6. "Button Up Your Overcoat" (Buddy De Sylva, Lewis Brown, Ray Henderson)
7. "The Craig Torso Show" (BBC Recording) (Neil Innes, Vivian Stanshall)

## Medverkande
- Rodney Slater – altsaxofon, barytonsaxofon, bassaxofon, basklarinett, klarinett, trombon
- Vernon Dudley Bohay-Nowell – basgitarr, banjo, bassaxofon, barytonsaxofon
- Vivian Stanshall – sång, trumpet, euphonium, tuba, ukulele
- Neil Innes – piano, keyboard, gitarr
- Sam Spoon – ståbas, percussion
- "Legs" Larry Smith – trummor, percussion
- Roger Ruskin Spears – elektronik, ljudeffekter